# Bristol Bears (féminines)
Ne doit pas être confondu avec Bristol Bears.
Actualités
Les Bristol Bears sont un club féminin anglais de rugby à XV basé à Bristol. Lié au club homonyme par un étroit partenariat, le club n'en reste pas moins une entité administrative indépendante. Fondé en 1984, le club dispute la Premiership Women's Rugby, la première division anglaise.
Bien que résident à Shaftesbury Park, l'équipe dispute parfois des rencontres à Ashton Gate, le stade de l'équipe masculine.

## Histoire
Le Clifton Ladies RFC a été fondé en 1984 pour un simple match de bienfaisance contre les Weston Hornets. Le club intègre par la suite les championnats nationaux, alternant des passages en première et deuxième divisions.
C'est en 2007 qu'est nouée l'entente avec le Bristol Rugby, qui prend en charge l'équipe première.
En 2012, le club emménage au Shaftesbury Park.
En 2017, les Bristol Ladies sont admises en Premier 15s.
L'équipe joue les demi-finales pour la première fois en 2022. À la Coupe du monde 2021, le club voit trois de ses joueuses sélectionnées en équipe d'Angleterre : Sarah Bern, Lark Atkin-Davies et Abbie Ward.
Les Bears jouent leur deuxième demi-finale en 2023.
À l'intersaison, le club réussit un recrutement retentissant en la personne d'Hannah Botterman, pilier des Red Roses ainsi que de l'ouvreuse Holly Aitchison, internationale elle aussi. En fin d'année, ce sont cinq joueuses qui sont convoquées avec les Red Roses pour disputer la première édition du WXV (Aitchinson, Atkin-Davies, Bern, Botterman et Ward). Elles disputent également le Six Nations, à l'exception de Sarah Bern, blessée. En coupe d'Angleterre (jouée sans les internationales), Bristol se qualifie pour la finale, perdue face aux Saracens. Pour la première fois les Bears vont jusqu'en finale du championnat, mais s'inclinent face aux tenantes de Gloucester-Hartpury.
En 2024-2025, le club réussit encore un recrutement clinquant avec la jeune internationale écossaise Emma Orr mais les renforts sont avant tout internes puisque le club signe pas moins de sept joueuses issues du centre de formation. Et au mois de décembre, les Bears annoncent le recrutement de la très médiatique internationale étasunienne Ilona Maher. Pour ses débuts (face à Gloucester-Hartpury), le club pulvérise son record d'affluence avec plus de 9000 spectateurs à Ashton Gate. Après une qualification in extremis, l'équipe s'incline en demi-finale face à Gloucester-Hartpury. Dave Ward quitte ses fonctions d'entraineur et rejoint Ampthill, un club de Championship (2e division masculine). Il est remplacé par Scott Lawson.
Pour la coupe du monde, quatre joueuses sont sélectionnées avec les Red Roses : Lark Atkin-Davies, Sarah Bern, Hannah Botterman et Abbie Ward. Le club est également représenté par cinq Écossaises (Ellian et Rhea Clarke, Gallagher, Orr et Skeldon) et deux Galloises (Bevan et Joyce-Butchers).

## Palmarès et statistiques

### Trophées
- Finalistes du championnat en 2024
- Finalistes de la coupe en 2024

### Bilan par saison
| Saison    | Classement | Compétition                       | Pts | MJ | V  | N | D  | PM  | PE  | Diff | B  | Phase finale                                   |
| --------- | ---------- | --------------------------------- | --- | -- | -- | - | -- | --- | --- | ---- | -- | ---------------------------------------------- |
| 2017-2018 | 6e         | Tyrrell Premier 15s               | 46  | 18 | 9  | 0 | 9  | 481 | 343 | +138 | 10 | non qualifiées                                 |
| 2018-2019 | 6e         | Tyrrell Premier 15s               | 44  | 18 | 8  | 1 | 9  | 450 | 357 | +93  | 10 | non qualifiées                                 |
| 2019-2020 | -          | Tyrrell Premier 15s               | 23  | 12 | 4  | 0 | 8  | 242 | 302 | -60  | 7  | saison annulée                                 |
| 2020-2021 | 8e         | Allianz Premier 15s               | 2   | 18 | 4  | 0 | 14 | 298 | 320 | -22  | 6  | non qualifiées                                 |
| 2021-2022 | 3e         | Allianz Premier 15s               | 62  | 18 | 11 | 1 | 6  | 525 | 314 | +211 | 16 | Demi-finale (24-28 contre Exeter)              |
| 2022-2023 | 4e         | Allianz Premier 15s               | 62  | 18 | 12 | 0 | 6  | 658 | 445 | +213 | 14 | Demi-finale (12-21 contre Gloucester-Hartpury) |
| 2023-2024 | 3e         | Allianz Premiership Women's Rugby | 58  | 16 | 11 | 0 | 5  | 517 | 280 | +237 | 14 | Finale (24-36 contre Gloucester-Hartpury)      |
| 2024-2025 | 4e         | Premiership Women's Rugby         | 53  | 16 | 10 | 0 | 6  | 556 | 379 | +177 | 13 | Demi-finale (20-36 contre Gloucester-Hartpury) |

## Joueuses notables
- Sarah Bern
- Keira Bevan
- Alisha Butchers
- Lark Davies
- Rebecca De Filippo (en)
- Catrin Edwards (en)
- Sophie Hemming (en)
- Sarah Hunter
- Dyddgu Hywel (en)
- Megan Jones
- Jasmine Joyce
- Claire Molloy (en)
- Larissa Muldoon (en)
- Isabelle Noel-Smith (en)
- Kim Oliver
- Marlie Packer
- Carys Phillips
- Gwenllian Pyrs
- Amber Reed
- Selena Rudge
- Elinor Snowsill
- Catherine Spencer
- Georgia Stevens
- Katy Storie
- Rachel Taylor (en)
- Abbie Ward
- Danielle Waterman
- Megan Webb
- Kay Wilson